# بنجامين إن. كاردوزو
بنجامين نيثن كاردوزو (24 مايو، 1870-9 يوليو، 1938) هو محام أمريكي ضليع في القانون شغل منصب معاون قاضي في المحكمة العليا للولايات المتحدة. وتقلد سابقًا منصب رئيس القضاة في محكمة الاستئناف بنيويورك. ترك كاردوزو أثرًا في أذهان الناس لدوره الكبير في التأثير على تطور القانون العام في الولايات المتحدة خلال القرن العشرين، بالإضافة إلى فلسفته وأسلوبه النثري النابض بالحياة.
اجتاز كاردوزو، الذي وُلد في مدينة نيويورك، امتحان ممارسة مهنة المحاماة في عام 1891  بعد التحاقه بكلية الحقوق بجامعة كولومبيا. فاز في عام 1913 بانتخابات المحكمة العليا في نيويورك غير أنه انظم إلى محكمة الاستئناف بنيويورك بعد عامٍ من ذلك. وفاز في عام 1926 بانتخابات رئيس قضاة تلك المحكمة. بصفته رئيسًا للقضاة، كتب رأي الأغلبية حول عدة قضايا  منها قضية بالسغراف في. لونغ أيلند ريلرود كو.
في عام 1932، قام الرئيس هربرت هوفر بتعيين كاردوزو في المحكمة العليا ليخلف اوليفر وندل هولمز الابن. عمل كاردوزو في المحكمة العليا حتى وفاته في عام 1938، وشكل جزءًا من كتلة القضاة الليبرالية المعروفة باسم «المسكيتيون الثلاثة». كتب رأي الأغلبية في قضايا مهمة مثل قضية نيكسون في. كوندو وقضية ستيوارد ماشين كو. في. ديفيس.

## السنين الأولى من حياته ومسيرته المهنية
ولد كارتوزو في نيويورك، وهو ابن ريبيكا واشنطن (لقبها قبل الزواج نيثن) وألبيرت جيكوب كاردوزو. كان كل من جدي كاردوزو من طرف والدته، سارة سيكساس وإسحاق ميندز نيثن، وجديه من جهة والدة، إلين هارت ومايكل إج. كاردوزو، من السفارديم الغربيين في المجتمع اليهودي البرتغالي، وينتمون إلى طائفة شاريث إسرائيل في منهاتن. هاجر أسلافهم إلى المستعمرات البريطانية من لندن، بإنجلترا وذلك قبل الثورة الأمريكية.
تنحدر عائلته من المتحولين المسيحيين الجدد من أصلٍ يهودي. إذ غادروا شبه الجزيرة الإيبيرية قاصدين مقاطعة هولندا أثناء فترة قيام محاكم التفتيش. عادوا هناك إلى ممارسة اليهودية. كانت تقاليد عائلة كاردوزو تقول إن أسلافهم المارانوس (وهم المسيحيون اليهود الذين تمسكوا بالممارسات اليهودية على نحوٍ سري) من البرتغال، على الرغم من عدم وجود دليلٍ قاطع يجزم بانحدار نسب كاردوزو من ذلك البلد. ولكن «كاردوزو» (الإملاء القديم لكلمة كاردوسو)، و«سيكساس» و«ميندز» تُعد الإملاء البرتغالي، وليس الإسباني، لتلك الألقاب الإيبيرية الشائعة.
كان لبنجامين توأم لا يشبهه، أخته إميلي. وكان لديه أربع أشقاء آخرين، بما فيهم أخته الكبرى نيل وأخوه الأكبر.
سُمي بنجامين تيمنًا بخاله، بنجامين نيثن، نائب رئيس بورصة نيويورك. الذي قُتل في عام 1870 ولم تُحل قضيته أبدًا. كانت الشاعرة إيما لازاروس من بين أبناء عمومته الكثر، بالنظر إلى تاريخ العائلة العميق في الولايات المتحدة. سبق وأن ربطتهم صالات أخرى مع فرانسيس لويس كاردوزو (1836-1903)، وتوماس كاردوزو، وهينري كاردوزو، وذوي البشرة الملونة الأحرار من تشارليستون، بولاية كارولاينا الجنوبية. أصبح فرانسيس قسيسًا مشيخيًا في نيو هيفن، بولاية كونيتيكت بعد أن تلقى تعليمه في اسكتلندا،  واتُخب وزيرًا لولاية كارولاينا الجنوبية خلال عصر إعادة الإعمار. عمل في وقتٍ لاحق مربيًا في واشنطن العاصمة، تحت إدارة جمهورية.
كان ألبرت كاردوزو، والد بنجامين كردوزو، قاضيًا في المحكمة العليا بنيويورك (المحكمة الابتدائية العامة في الولاية) حتى عام 1868. تورط في فضيحةٍ فسادٍ قضائي، التي أشعلت شرارتها حروب الاستيلاء على سكة حديد إري، مما أجبره على الاستقالة. وقد أدت الفضيحة أيضًا إلى إنشاء نقابة المحامين في مدينة نيويورك. مارس كاردوزو الأب، بعد تركه المحكمة، مهنة المحاماة لنحو عقدين آخرين حتى توفي عام 1885.